# يوهانس فريد
يوهانس فريد (بالألمانية: Johannes Fried)‏ هو أستاذ جامعي ومؤرخ ألماني، ولد في 23 مايو 1942 في هامبورغ في ألمانيا.

## وصلات خارجية
- جوهانس فرايد على موقع مونزينجر (الألمانية)